# 道歉決議
道歉決議（英語：Apology Resolution）正式名稱是美國公法第103-150條，是美國國會於1993年通過的一項聯合決議，承認夏威夷王國被推翻是在美國代理人和美國公民的積極參與下發生的，並進一步承認夏威夷原住民從未通過任何正式的公民投票或全民表決，放棄他們作為民族對其國家土地的主權。

## 另見
- 摩根報告
- 布朗特報告
- 夏威夷歷史
- 夏威夷王國
- 夏威夷共和國
- 夏威夷臨時政府
- 安全委員會 (夏威夷)